# 블랜치 브루스
블랜치 켈소 브루스(Blanche Kelso Bruce, 1841년 3월 1일 ~ 1898년 3월 17일)는 미국의 공화당 정치인으로 미국의 역사에서 미국 상원에서 완전한 기간을 지내는 데 첫 아프리카계 미국인으로 남아있다.

## 어린 시절
버지니아주 프린스에드워드군의 팜빌에서 흑인 노예와 백인 노예 지주자 사이에 태어났다. 이른 나이에 브루스는 미주리주로 이주하였고, 2년 동안 거기에 오벌린 대학교에서 수학하여 근본적인 특별한 과정을 속행하였다.

## 경력
브루스는 그러고나서 1868년 미시시피주 플로리빌에서 경작자로서 인생을 시작하여 숙고적인 재산을 모았다. 잠시 동안 그는 교사직에 종사하였고, 동시에 정계 입문하였다. 판단, 재치 및 실행 능력에 의하여 그는 많은 정치적 영예들과 함께 그를 보상한 큰 선거구의 지도자로 자신을 쉽게 만들었다.
그는 1870년 수위로서 미시시피주의 주립 상원을 지내 1871년 볼리바군의 배석 판사의 임명을 보증하여 1872년 그 주 장관이 되었고, 동년에 미시시피주의 집견회 이사회에서 의석을 획득하였다. 전국을 위하여 봉사와 함께 이 노력들을 지니게 하는 기회를 자신에게 주는 데 그의 선거구민들은 1874년 그를 미국 상원으로 선출하였다.
그는 1875년부터 1881년까지 6년 동안 상원에서 훌륭하게 지냈다. 자신이 선거 사기, 남부의 무질서와 민권에 토론들에서 거의 시간과 정력을 보냈어도 그는 다른 중요한 문제들과 함께 다루는 것에서 경우로 동등하였다.
상원에서 자신의 기간의 만기에 제임스 A. 가필드 대통령은 그를 재무부의 등록으로 만들어 4년 동안 보유하였다. 1889년 벤저민 해리슨 대통령은 직위가 오늘날보다 더 의미했을 때 그를 컬럼비아 특별구에서 증서 기록인으로 임명하였다. 윌리엄 매킨리 대통령은 1895년 재무부 등록의 사무실로 그를 도로 불렀다.
브루스는 자신의 사망까지 이 자격에 지냈다. 1898년 3월 17일 57세의 나이에 워싱턴 D. C.에서 당뇨병으로 관련된 합병증으로 사망하였다.
저서로 〈블랜치 브루스-서명한 원고 문서〉(1890년 7월 18일 발행)가 있다.

## 업적
브루스는 남북 전쟁을 뒤따르고 노예제의 불공평과 그 정치, 사회와 경제적 유산을 바로잡는 데 시도들이 만들어졌던 시기와 재건 시대 동안에 미국의 정치적 무대에 주목할 만한 인물들 중의 하나였다. 그의 주요 업적은 그가 1875년 공화당 소속으로 미국 상원으로 선출되었을 때 왔고, 1881년까지 있으면서 미국 상원에서 지내는 데 첫 아프리카계 미국인이 되었다. 자신의 기간 후에 그는 가필드 대통령에 의하여 1881년 재무부 등록으로 임명되었고, 컬럼비아 특별구의 증서 기록인이 되어 1891년부터 1893년까지 지냈다.

## 정치
브루스는 미시시피주 연방 상원이 그를 그 수위로 선출하였을 때 1870년 자신의 정치로 들어가는 진출을 이루었다. 1874년 미시시피주 주립 입법부는 브루스를 미국 상원에서 그 대표로 선출하여 직위를 보유하는 데 그를 두번째 아프리카계 미국인으로 만들었다. 그는 1875년부터 1881년까지 지내 미국 상원에서 완전한 기간을 일하는 데 첫 아프리카계 미국인 시민이 되었다. 브루스는 1880년과 1888년 공화당 전당 대회에서 사회자로 활동하였다.

## 견해
그는 대담하게 중국인 이민 입국 금지를 반대하였고, 강제로 인디언들을 향한 국민들의 이기주의 태도를 싸웠으며 자신이 속했던 것으로 인종의 해방을 반대한 남성들의 장애 제거를 위하여 일하였다. 그는 미시시피주의 탐색 개선에 관한 자신의 옹호에서 정치가 같은 선견지명을 보이기도 하였다.
그는 그 풍조의 주기적 침수를 방지하는 데 노력했을 뿐만 아니라 주간 및 해외 시작을 위하여 증가된 시설들을 제공하는 것으로서 수로를 향상시키는 데 노력하였다. 남부에서 재건 정부들의 축출의 결과로서 더욱 나가서 정치적 선호를 박탈당한 그는 워싱턴 D. C.에 정착하였다.
인용으로 그는 가끔 "난 니그로이며 그것에 대하여 자랑스럽다."라고 말하였다.

## 가족
1878년 6월 24일 그는 클리블랜드의 조제핀 윌슨과 결혼하였다. 부부는 두드러진 교육인이 되는 데 성장한 외동 아들 로스코 콩클링 브루스를 두었다.

## 역대 선거 결과
| 선거명      | 직책명                    | 대수 | 정당   | 득표율  | 득표수 | 결과 | 당락                     |
| ----------- | ------------------------- | ---- | ------ | ------- | ------ | ---- | ------------------------ |
| 1874년 선거 | 상원의원 (미시시피 제1부) | 44대 | 공화당 | 100.00% | 1표    | 1위  | 미시시피주 상원의원 당선 |